# Membres de l'Ordre national du Québec, par ordre alphabétique N
L'article contient une liste des membres de l'Ordre national du Québec. En 2011, il y a 810 personnes en tout qui font partie de cet ordre.
| \| Listes des membres de l'Ordre national du Québec \|            |
| A B C D E F G H I J K L M N O P Q R S T U V W X Y Z Non canadiens |
| Listes des membres de l'Ordre national du Québec                  |

| Nom                  | Grade     | Année | Occupation                                                          |
| Roland Nadeau        | Chevalier | 1992  | directeur général de la Commission des écoles catholiques de Québec |
| Pierre Nadeau        | Chevalier | 1992  | animateur de télévision                                             |
| Jean-Jacques Nattiez | Chevalier | 2001  | musicien et musicologue                                             |
| Fernand Nault        | Chevalier | 1990  | danseur et maître de ballet                                         |
| Roger Néron          | Officier  | 2005  | fondateur du Groupe de concertation sur la qualité                  |
| Roger Nicolet        | Officier  | 1998  | ingénieur                                                           |
| Jean-Paul Nolet      | Chevalier | 1985  | animateur de radio                                                  |
| Jacques Normand      | Chevalier | 1994  | animateur télé                                                      |